# Прапор Тересви
Пра́пор Тересви затверджений  рішенням сесії селищної ради.

## Опис
У центрі блакитного прямокутного полотнища з співвідношенням сторін 2:3 жовті сокира і заступ, покладені в косий хрест, поверх них жовтий хрест.